# Delia megatricha
Delia megatricha är en tvåvingeart som först beskrevs av Kertesz 1901.  Delia megatricha ingår i släktet Delia och familjen blomsterflugor. Inga underarter finns listade i Catalogue of Life.